# Nancy Chodorow
Nancy Julia Chodorow, née le 20 janvier 1944,   est une psychanalyste et sociologue américaine. Elle a écrit divers ouvrages sur les questions de genre dans une perspective psychanalytique, tel The Reproduction of Mothering: Psychoanalysis and the Sociology of Gender publié en 1978. Parmi les féministes américaines, elle est aux États-Unis l'un des auteurs les plus connus à s'être intéressée aux rapports entre psychanalyse et féminisme.

## Le genre, les femmes et le maternage
Parmi les féministes américaines qui allaient reprocher à la psychanalyse de « reproduire des inégalités patriarcales », Nancy Chodorow est aux États-Unis « l'un des auteurs les plus connus à s'être penchés sur les rapports entre psychanalyse et féminisme ». Elle est considérée par Christine Guionnet et Erik Neveu comme l’une des représentantes du courant selon lequel « le genre est déterminé par les relations au père et à la mère et par l'expérience domestique ».
Selon Rosine Perelberg, l'ouvrage de Nancy Chodorow The Reproduction of Mothering : Psychoanalysis and the Sociology of Gender (1978, « La reproduction du maternage : psychanalyse et sociologie du sexe ») a fait connaître aux États-Unis les travaux de Donald Winnicott, Ronald Fairbairn et Harry Guntrip (en). En insistant sur le développement du Moi en relation avec les autres, Chodorow met notamment l'accent sur la relation préœdipienne entre la mère et l'enfant. 
D'après Camille Froidevaux-Metterie, elle compte parmi les théoriciennes américaines « d’un certain féminisme » chez qui se trouve soutenu « le postulat de l’irréductibilité du féminin de la femme ». À la fin des années 1970, elle met en lumière « les fondements psychiques de la disposition féminine au “maternage” (mothering) » ; The Reproduction of Mothering: Psychoanalysis and the Sociology of Gender est un ouvrage « fondateur », où elle mêle psychanalyse et sociologie du genre. Elle y décrit « la construction de la psyché féminine comme étant profondément marquée par la relation mère-fille ». Dans la mesure où ce sont prioritairement les femmes qui élèvent les enfants, il en résulte des « asymétries dans les expériences relationnelles des filles et des garçons : en grandissant, les filles en viennent à se définir et à s’éprouver comme étant reliées aux autres et les garçons comme séparés et distincts », écrit Chodorow. Selon elle, les femmes étant ainsi « dotées d’une capacité intuitive de connexion aux autres et d’une propension à l’empathie, elles se distingueraient foncièrement des hommes préoccupés surtout de leur destin individuel ». Dès lors, estime-t-elle, elles participeraient à leur propre enfermement et contribueraient à la hiérarchisation genrée de la société.
En se référant à Nancy Chodorow sur le rôle central que joue la maternité dans la division du travail entre les sexes, J. Chineze Onyejekwe observe que par exemple en Afrique de l'Ouest, où même en l’absence de conflits majeurs ou de guerre, les femmes ont été exposées à différents types de violence comme la violence domestique, le rôle des femmes a souvent été associé à l’espace domestique et conjugal et à la fonction maternelle. Cette vision des choses « a eu des répercussions profondes sur la vie des femmes, sur l’idéologie les concernant, sur la reproduction de la masculinité et de l’inégalité entre les sexes ainsi que sur les rapports de force au travail ». En tant que mères, les femmes sont des acteurs importants dans la sphère de la reproduction sociale, ce qui a pu avoir pour contrepartie une certaine invisibilité dans d’autres sphères de la vie, notamment celle du travail.

## Publications

### Ouvrages
- (en) The Reproduction of Mothering: Psychoanalysis and the Sociology of Gender, Londres, Berkeley, Los Angeles, University of California Press, 1978,  (ISBN 9780520038929)
- (en) Feminism and Psychoanalytic Theory, New Haven, CT: Yale University Press, 1991,  (ISBN 978-0300051162)
- (en) Femininities, Masculinities, Sexualities : Freud and Beyond, KY: University Press of Kentucky, 1994  (ISBN 978-0813108285)
- (en) The Power of Feelings: Personal Meaning in Psychoanalysis, Gender, and Culture,  New Haven, CT: Yale University Press, 1999  (ISBN 978-0300089097)
- (en) Individualizing Gender and Sexuality: Theory and Practice, New York: Routledge, 2012  (ISBN 9780415893589)
- (en) The Psychoanalytic Ear and the Sociological Eye: Toward an American Independent Tradition, New York: Routledge,2019  (ISBN 978-0367134211)
- (en) Nancy Chodorow and The Reproduction of Mothering Forty Years On. Editor: Petra Bueskens. Palgrave Macmillan, 2020  (ISBN 978-3-030-55590-0)

### Articles et contributions d'ouvrages en français
- (fr) « La psychanalyse et les femmes psychanalystes », dans : Sophie de Mijolla-Mellor (dir.), Les femmes dans l'histoire de la psychanalyse, Le Bouscat, L’Esprit du temps, « Perspectives Psychanalytiques », 1999, p. 11-32. DOI : 10.3917/edt.mijol.1999.01.0011.  [lire en ligne]
- (fr) « Les homosexualités comme formations de compromis : la complexité théorique et clinique d'une description et d'une compréhension des homosexualités », Revue française de psychanalyse, 2003/1 (Vol. 67), p. 41-64. DOI : 10.3917/rfp.671.0041. [lire en ligne]